# رباعيات السياط
رباعيات السياط (الاسم العلمي:Tetramitia) هي شعيبة من اللجفاوات تتبع شعبة اللجفاوات الراشحة.

## التصنيف
- الراشحانية
  - الراشحيات